# Flavien Tait
Flavien Tait, né le 2 février 1993 à Longjumeau, est un footballeur français qui évolue actuellement au poste de milieu de terrain à Samsunspor.

## Carrière
En 2006, il intègre le pôle espoirs de Châteauroux, pour deux ans de préformation.
Après avoir commencé sa carrière avec son club formateur La Berrichonne de Châteauroux en 2012, après quatre saisons à Châteauroux en Ligue 2 puis en National. Flavien Tait est recruté par le Angers SCO en 2016. Il est rapidement un des joueurs phare permettant au club de se maintenir en Ligue 1 dans la durée. Il est même finaliste de la Coupe de France en 2017, perdue de justesse par le SCO d'Angers contre le Paris Saint-Germain sur le score de 1-0.
Le 9 juillet 2019, il signe au Stade rennais FC contre une somme de 9M€, ce qui lui permet de découvrir l'Europe, le tenant du titre de la Coupe de France 2018-2019 étant qualifié pour la Ligue Europa 2019-2020.
Il joue son premier match lors du Trophée des champions face au Paris Saint-Germain (défaite 2-1) et marque son premier but face à l'OGC Nice lors du match nul 1-1. Après des saisons 2019-2020 et 2020-2021 ou il ne joue que 26 matchs avec l'arrivée de Bruno Génésio il est titularisé et joue 39 matchs dont il marque son premier but en coupe d'Europe lors du match nul 1-1 contre Tottenham Hotspur. Le 23 mai 2022, il prolonge son contrat avec Rennes pour une saison supplémentaire soit en 2024. 
Le 6 septembre 2023 Flavien Tait quitte le Stade rennais FC, pour rejoindre le club turc de Samsunspor.

## Statistiques
| Saison                | Club                  | Championnat           | Championnat | Championnat | Championnat | Coupe(s) nationale(s) | Coupe(s) nationale(s) | Coupe(s) nationale(s) | Supercoupe | Supercoupe | Supercoupe | Compétition(s) continentale(s) | Compétition(s) continentale(s) | Compétition(s) continentale(s) | Compétition(s) continentale(s) | Total | Total | Total |
| Saison                | Club                  | Division              | M.          | B.          | P.d.        | M.                    | B.                    | P.d.                  | M.         | B.         | P.d.       | Comp.                          | M.                             | B.                             | P.d.                           | M.    | B.    | P.d.  |
| 2012-2013             | LB Châteauroux        | Ligue 2               | 1           | 0           | 0           | 0                     | 0                     | 0                     | -          | -          | -          | -                              | -                              | -                              | -                              | 1     | 0     | 0     |
| 2013-2014             | LB Châteauroux        | Ligue 2               | 25          | 4           | 0           | 1                     | 0                     | 0                     | -          | -          | -          | -                              | -                              | -                              | -                              | 26    | 4     | 0     |
| 2014-2015             | LB Châteauroux        | Ligue 2               | 19          | 1           | 4           | 1                     | 0                     | 0                     | -          | -          | -          | -                              | -                              | -                              | -                              | 20    | 1     | 4     |
| 2015-2016             | LB Châteauroux        | National              | 31          | 4           | 7           | 1                     | 0                     | 0                     | -          | -          | -          | -                              | -                              | -                              | -                              | 32    | 4     | 7     |
| Sous-total            | Sous-total            | Sous-total            | 76          | 9           | 11          | 3                     | 0                     | 0                     | -          | -          | -          | -                              | -                              | -                              | -                              | 79    | 9     | 11    |
| 2016-2017             | Angers SCO            | Ligue 1               | 11          | 2           | 2           | 5                     | 0                     | 2                     | -          | -          | -          | -                              | -                              | -                              | -                              | 16    | 2     | 4     |
| 2017-2018             | Angers SCO            | Ligue 1               | 31          | 4           | 3           | 3                     | 0                     | 1                     | -          | -          | -          | -                              | -                              | -                              | -                              | 34    | 4     | 4     |
| 2018-2019             | Angers SCO            | Ligue 1               | 36          | 5           | 9           | 1                     | 0                     | 0                     | -          | -          | -          | -                              | -                              | -                              | -                              | 37    | 5     | 9     |
| Sous-total            | Sous-total            | Sous-total            | 78          | 11          | 14          | 9                     | 0                     | 3                     | -          | -          | -          | -                              | -                              | -                              | -                              | 87    | 11    | 17    |
| 2019-2020             | Stade rennais FC      | Ligue 1               | 17          | 2           | 3           | 4                     | 0                     | 0                     | 1          | 0          | 0          | C3                             | 4                              | 0                              | 1                              | 26    | 2     | 4     |
| 2020-2021             | Stade rennais FC      | Ligue 1               | 23          | 1           | 3           | 0                     | 0                     | 0                     | -          | -          | -          | C1                             | 3                              | 0                              | 0                              | 26    | 1     | 3     |
| 2021-2022             | Stade rennais FC      | Ligue 1               | 28          | 5           | 4           | 2                     | 0                     | 0                     | -          | -          | -          | C4                             | 9                              | 2                              | 0                              | 39    | 7     | 4     |
| 2022-2023             | Stade rennais FC      | Ligue 1               | 30          | 2           | 2           | 1                     | 0                     | 0                     | -          | -          | -          | C3                             | 7                              | 0                              | 0                              | 38    | 2     | 2     |
| Sous-total            | Sous-total            | Sous-total            | 98          | 10          | 12          | 7                     | 0                     | 0                     | 1          | 0          | 0          | -                              | 23                             | 2                              | 1                              | 129   | 12    | 13    |
| 2023-2024             | Samsunspor            | Süper Lig             | 0           | 0           | 0           | 0                     | 0                     | 0                     | -          | -          | -          | -                              | -                              | -                              | -                              | 0     | 0     | 0     |
| Total sur la carrière | Total sur la carrière | Total sur la carrière | 252         | 30          | 37          | 19                    | 1                     | 3                     | 1          | 0          | 0          | -                              | 23                             | 2                              | 1                              | 295   | 33    | 41    |

## Palmarès

### En sélection
| Angers SCO (0)                            | Stade rennais FC (0)                            |
| ----------------------------------------- | ----------------------------------------------- |
| - Coupe de France (0) - Finaliste en 2017 | - Trophée des champions (0) - Finaliste en 2019 |